# Allison Randal

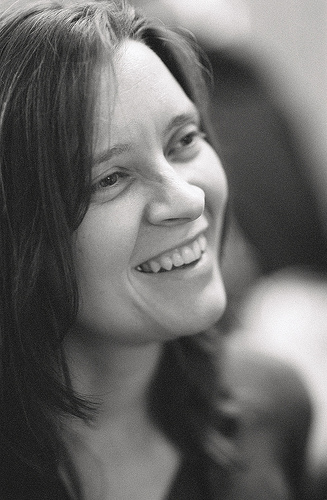
Allison Randal, 2007

Allison Randal (geboren 1. Januar 1950) ist eine US-amerikanische Informatikerin, die für ihre Beteiligung an der Entwicklung der Programmiersprache Perl und ihr Open Source Engagement bekannt ist.

## Leben
Allison Randal schloss 1995 ihr Studium an der University of Oregon ab und begann ihre berufliche Laufbahn als Sprachwissenschaftlerin in Ostafrika, bevor sie sich schnell auf Computersprachen und Softwareentwicklung verlegte. Sie machte sich einen Namen als Chefarchitektin der virtuellen Maschine Parrot, eine Position, die sie von November 2002 bis Oktober 2010 innehatte. Ab Mai 2003 war sie Vorstandsmitglied und von Mai 2003 bis Oktober 2005 Vorsitzende der Perl Foundation. Parallel dazu gründete sie im November 2002 Onyx Neon und führte den Vorsitz. Von 2008 bis 2010 war sie Direktorin der Parrot Foundation, von 2010 bis 2012 Direktorin der Python Software Foundation und von August 2010 bis Februar 2012 technische Architektin für Ubuntu bei Canonical. Sie ist außerdem die Hauptentwicklerin von Punie, dem Projekt zur Portierung von Perl 1 auf Parrot.
Als Mitarbeiterin des O’Reilly Verlags ist sie auch eine der Mitautorinnen des Standardwerks Perl 6 and Parrot Essentials und eine der Verfasserinnen der offiziellen Perl 6-Dokumentation. Im Jahr 2009 war sie Vorsitzende der O’Reilly Open Source Convention (OSCON).
Seit August 2012 sitzt sie im Vorstand der OpenStack Foundation, die inzwischen zur Open Infrastructure Foundation geworden ist. Von April 2014 bis März 2019 war sie Mitglied des Vorstands der Open Source Initiative und von Mai 2015 bis September 2017 deren Vorsitzende.
2020 wurde sie in den Vorstand der Organisation software freedom conservancy aufgenommen.

## Preise und Auszeichnungen
Im Jahr 2007 wurde sie zusammen mit Tim O’Reilly und Norbert E. Grüner mit dem White Camel Award ausgezeichnet, der die wichtigsten Beitragenden zum Perl-Projekt würdigt.

## Veröffentlichungen
- mit Dan Sugalski, Leopold Tötsch: Perl 6 Essentials. O’Reilly Media, 2003, ISBN 978-0-596-00499-6.
- mit Dan Sugalski, Leopold Tötsch: Perl 6 and Parrot Essentials. 2. Auflage. O’Reilly Media, 2004, ISBN 978-0-596-00737-9.